# Kutyafuttában
A Kutyafuttában (eredeti cím: See Spot Run) 2001-ben bemutatott amerikai filmvígjáték, melyet John Whitesell rendezett. A film 2001. március 2-án jelent meg.
A történet egy postással indul, aki befogad egy kóbor bullmasztiffot, amiről később megtudja, hogy egy speciálisan kiképzett FBI-kutya, akinek egy tanúvédelmi program alapján a célja egy keresett bűnöző elfogása.

## Cselekmény
A történet egy FBI rajtaütéssel kezdődik Sonny Talia (Paul Sorvino) maffiafőnökön, aki legális áruk mellett kábítószerrel is kereskedik. Kezdetben Talia túljár az ügynökök eszén, de a „11-es ügynök” (egy bullmasztiff, az FBI speciálisan kiképzett kutyája) megtalálja a drogot Talia árujában. Menekülési kísérlete során Taliát megtámadja a kutya, amely az ügynökök jelenlétében letépi egyik heréjét.
Gordon Smith (David Arquette) egy hétköznapi postás, aki bár elégedett a munkájával, utálja a kutyákat, mert azok mindig megtámadják, amikor leadja a postát az egyes címeken. Ugyanakkor ott van afroamerikai barátja, Benny Washington (Anthony Anderson), akivel együtt dolgozik a postán, és ott van Stephanie (Leslie Bibb), egy egyedülálló anya, aki fiával, James-szel (Angus T. Jones) él. Gordon titokban szerelmes Stephanie-ba, és egy plüsskutyával akarja megnyerni fia, James barátságát (ez nem sikerül), és felajánlja, hogy vigyáz rá arra a 10 percre, amíg a felbérelt bébiszitter megérkezik.
Miután megműtik a hiányzó heréje miatt, Talia bosszút akar állni a 11-es ügynökön, és megbízza testőreit, Ginót (Joe Viterelli) és Arliss-t (Steve Schirripa), hogy öljék meg a kutyát. Gino és Arliss sikertelen próbálkozása után az FBI tudomást szerez Talia terveiről, és kénytelenek a kutyát Alaszkába küldeni (névlegesen egy szánhúzó tanfolyamra), bár Murdoch (Michael Clarke Duncan) tiltakozik, mivel ő a kutya kiképzője és csapattársa. A kutyát átvevő FBI-ügynök azonban elcseréli a kutya célállomását egy mellette lévő poggyász címkéjével, és leadja az információt Talia embereinek, hogy a kutya melyik kocsiban található.
A kutyának sikerül elmenekülnie abból a járműből, amiben a repülőtérre szállították volna. Menekülése során a 11-es ügynök beugrik Gordon postai járművébe, a hátsó ülésre anélkül, hogy Gordon észrevenné, bár James (aki szintén ott van) találkozik a kutyával. 
Tovább bonyolítja az életét, hogy Gordonnak mind Jamesről, mind a 11-es ügynökről (akit Foltosnak hív) gondoskodnia kell, mert egy félreértés miatt Gordon a kutyára azt mondja (a plüsskutyára gondolva), hogy az James kutyája. A kutya eleinte nem játszik Jamesszel és Gordonnal, mert Murdoch kölyökként azt tanította neki, hogy „nem játszol”; de ragaszkodni kezd Jameshez és Gordonhoz is.
Gordon azt javasolja James-nek, hogy a kutyát adják le egy kutyamenhelyen, de aztán mégis hazaviszi.
Murdoch elutazik Alaszkába, hogy láthassa a kutyát, de ott egy elcserélt kutyát mutatnak neki. 
Gordon próbálkozik a tengerparton, hogy a kutya visszahozza-e az eldobott labdát, de Foltos eleinte nem reagál rá. Később azonban hajlandó játszani velük.
Egy boltban, ahol Gino és Arliss rájuk találnak, felfordulást okoznak az állatkereskedésben, de a kutyát nem sikerül elkapniuk.
Stephanie próbál tovább haladni az utazása során, és közben többször felhívja Gordont, hogy „mi újság otthon”.
Az FBI-nak sikerül lenyomoznia a kutyát, és Murdoch elviszi, noha Gordon és James sem ezt akarta, mert James háziállata volt. 
Miután megtalálják Jamest és Gordont, Gino és Arliss üldözőbe veszik a kutyát, ezért a lakásba mennek, ahol Murdochot megkötözve találják. 
Talia bosszút akar állni Foltoson. Ekkor jelenik meg Foltos a színen, és ismét sikerül a földre vinnie Taliát, aki utána kilöki őt az ablakon. Miután letartóztatják Sonny Taliát, Gordon és Murdoch észreveszik, hogy Foltos letépte Talia másik heréjét is. 
Miután ennek vége, Murdoch ismét el akarja vinni Foltost, de Gordon megállítja, és azt javasolja, hogy a kutya döntse el, ki mellett fog kitartani. A kutya Gordont és Jamest választja, bár Murdochnak búcsúzóul ad neki egy-két nyalintást. 
Stephanie visszatér, és megharagszik Gordonra a történtek miatt, de James meggyőzi, hogy Gordon jó ember, és együtt maradnak.
A film egyik utolsó jelenetében Sonny börtönben van. A heréit azóta fémgolyókkal helyettesítették, amelyek mozgás közben folyamatosan kattognak. Az egyik rab emiatt „Music Man”-nek hívja (szó szerint „zenélő ember” - a filmben „énekes” a neve), de Sonny vékony hangon fenyegetőzik: „Elkaplak az udvaron. Ezt mint férfi a férfival fogjuk elintézni!”. 
Napokkal később Gordon sétálni megy Foltossal egy parkba. A kutya találkozik Jamesszel és Stephanie-val, akitől elveszi a pénztárcáját. Foltos átadja a tárcát Gordonnak, aki meglepődve észreveszi Jamest. Miután Stephanie visszakapja a tárcát, elmondja Gordonnak, hogy a fia mennyire szereti őt és a kutyát, ezért megkérdezi tőle, hogy akar-e a barátja lenni. Gordon elfogadja, és vele, Jamesszel és a kutyával marad.

## Szereplők
| Szerep                   | Színész               | Magyar hang      |
| ------------------------ | --------------------- | ---------------- |
| Gordon Smith, postás     | David Arquette        | Czvetkó Sándor   |
| James, Stephanie fia     | Angus T. Jones        | Gacsal Ádám      |
| Murdoch, FBI-ügynök      | Michael Clarke Duncan | Vass Gábor       |
| Sonny Talia, maffiafőnök | Paul Sorvino          | Láng József      |
| Stephanie, James anyja   | Leslie Bibb           | Németh Borbála   |
| Benny Washington         | Anthony Anderson      | Minárovits Péter |
| Sharp ügynök             | Sarah-Jane Redmond    |                  |
| Gino Vacco               | Joe Viterelli         | Gruber Hugó      |
| Arliss Donato            | Steve Schirripa       | Harmath Imre     |
| Ricky                    | Kavan Smith           | Juhász György    |
| Cassavettes              | Kim Hawthorne         | Solecki Janka    |

## Filmkészítés
A Kutyafuttábant teljes egészében a Brit Columbiai Vancouverben forgatták 2000. június 12-től augusztus 7-ig.

## Fogadtatás
A film általánosságban negatív értékeléseket kapott a kritikusoktól. A Rotten Tomatoes oldalán 23%-os minősítést ért el 77 értékelés alapján, az átlagos pontszáma 3,65/10.

## Bevétel
A film a 3. helyen nyitott az észak-amerikai jegypénztáraknál,  9,7 millió dollárt keresve a nyitó hétvégéjén. Az első helyen a Hannibal és A mexikói nyitott. 
A film anyagilag sikeres volt, világszerte több mint 43 millió dolláros bevételt ért el.

## Számlista
1. "Atomic Dog" - George Clinton
2. "Can't Smile Without You" - Barry Manilow
3. "Bust a Move" -  Young MC
4. "At Last" - Etta James
5. "Mr. Sandman" - The Chordettes
6. "Dog" - Milo Z
7. "Hampster Dance" - Hampton the Hampster
8. "For Once in My Life" - Stevie Wonder
9. "As Long as You're Loving Me" - Vitamin C

## Fordítás
- Ez a szócikk részben vagy egészben  a   See Spot Run című angol Wikipédia-szócikk fordításán alapul.  Az eredeti cikk szerkesztőit annak laptörténete sorolja fel. Ez a jelzés csupán a megfogalmazás eredetét és a szerzői jogokat jelzi, nem szolgál a cikkben szereplő információk forrásmegjelöléseként.
- Ez a szócikk részben vagy egészben  a   See Spot Run című spanyol Wikipédia-szócikk fordításán alapul.  Az eredeti cikk szerkesztőit annak laptörténete sorolja fel. Ez a jelzés csupán a megfogalmazás eredetét és a szerzői jogokat jelzi, nem szolgál a cikkben szereplő információk forrásmegjelöléseként.